# Blue Rock
Albums de The Cross
Mad, Bad, and Dangerous to Know
(1990)
Blue Rock est un album du groupe de rock anglais The Cross, sorti en 1991. C’est le troisième et dernier album du groupe.

## Historique
Blue Rock est le troisième et dernier album de The Cross sorti en 1991. Tout comme Mad, Bad, and Dangerous to Know, cet album est très orienté vers le rock.
Spike Edney est l'un des contributeurs principaux de l'album, puisqu'il écrit ou coécrit sept des dix chansons.
À cause de l'échec des deux précédents albums, ayant entrainé la rupture du contrat liant The Cross à EMI, Blue Rock n'est distribué à sa sortie que dans quelques pays : Allemagne, Italie (seulement en vinyle), France (seulement sur cassette audio) et Japon.
Les ventes sont faibles et ce nouvel échec entraîne, deux ans plus tard, la séparation de The Cross. Cet album est désormais épuisé et il est très difficile de se le procurer.

## Titres de l’album
| No  | Titre                                             | Durée |
| --- | ------------------------------------------------- | ----- |
| 1.  | Bad Attitude (Noone, Moss, Edney, Macrae, Taylor) | 4:45  |
| 2.  | New Dark Ages (Taylor)                            | 4:58  |
| 3.  | Dirty Mind (Edney)                                | 3:30  |
| 4.  | Baby It's Alright (Edney)                         | 4:06  |
| 5.  | Aint Put Nothin' Down (Moss)                      | 4:30  |
| 6.  | The Also Rans (Taylor)                            | 5:27  |
| 7.  | Millionaire (Moss, Edney, Noone, Macrae)          | 3:43  |
| 8.  | Put it All Down to Love (Edney)                   | 3:34  |
| 9.  | Hands of Fools (Out of Control) (Noone, Edney)    | 4:31  |
| 10. | Life Changes (Moss, Noone, Edney, Macrae)         | 5:56  |

## Musiciens
- Roger Meddows-Taylor : chant
- Clayton Moss : guitare
- Peter Noone : guitare basse
- Spike Edney: claviers
- Joshua M. MacRae : batterie, percussions
- Geoffrey Richardson : violon